# Stobag
Die Stobag AG (Eigenschreibweise STOBAG AG) ist ein international tätiger Schweizer Hersteller von Sonnen- und Wetterschutzlösungen. Das Familienunternehmen mit Hauptsitz in Muri AG beschäftigt weltweit 750 Mitarbeiter (2025) und vertreibt seine Beschattungssysteme über verschiedene Tochtergesellschaften und Fachhandelspartner in 18 Länder.

## Geschichte
Die Stobag AG wurde 1964 durch Ernst Gremaud in Langnau-Gattikon in der Nähe von Zürich gegründet mit dem Ziel, die Montage von Sonnenstoren zu vereinfachen. Der Firmenname leitet sich aus «STOren-BAu Gattikon» ab. Er experimentierte mit selbst gebauten Werkzeugen und Storen-Komponenten aus Aluminium. 
1968 begann die Stobag den Verkauf ins Ausland mit Komponenten für Markisen und Rollläden, der Vertrieb in Italien, Österreich, Brasilien und Holland wurde mit Tochtergesellschaften ausgebaut. Die Expansion der Firma brachte mehrere Umzüge des Mutterhauses mit sich. Ab 1988 wurde der Hauptsitz in Muri/AG laufend erweitert und ausgebaut.
Anfang der 2000er Jahre setzte Gianni Gremaud auf voll automatisierte Logistik mit Hochregallager und stellte auf papierlose Fertigung um.
Alain Michel, der Enkel des Unternehmensgründers, führt das Unternehmen seit 2018 in der dritten Generation. 

## Produkte
- Sonnenstoren: klassische Gelenkarmmarkisen, Balkonmarkisen, Terrassenmarkisen
- Fassadenbeschattungen: Senkrechtstoren / Ausstellmarkisen
- Terrassendächer: Pergolas, Glasdächer, Pavillon, Kaltwintergarten
- Wintergartenbeschattungen
- Sonnen- und Wärmeschutz, Optimierung Raumklima, UV-Schutz, Sichtschutz, Raumverdunkelung
- Schiebeverglasungen

## Unternehmen
Die Stobag Gruppe besteht aus folgenden Tochtergesellschaften:
- Stobag AG
- Stobag Österreich GmbH
- Stobag Deutschland GmbH
- Stobag Alufinish Holding GmbH
- Stobag Alunorm Kft.
- Stobag Digital Hub Kft.
- Stobag North America Corporation

## Auszeichnungen (Auswahl)
- 2024: iF Product Design Award für das Glasdach VETRO FINO
- 2024: Red Dot Design Award für BAVONA Hard-Top
- 2024: iF Product Design Award für Markise VIVO
- 2023: German Design Award für VETRO FINO
- 2023: Red Dot Design Award für Senkrechtmarkise SURAVA
- 2023: German Design Award für CAMABOX
- 2022: Red Dot Design Award für VETRO FINO
- 2020: German Design Award für das Glasdach Nyon Plus
- 2020: German Design Award für die Wintergarten-/Glasdachbeschattung Arnex
- 2019: German Design Award für Camabox 4000
- 2018: Red Dot Design Award für Glasdach mit Beschattung Nyon GP3100 und Arnex PS2500
- 2017: Red Dot Design Award für Kassettenmarkise Camabox BX4000